# Internationale Luchthaven Hat Yai
De Internationale Luchthaven Hat Yai ligt bij de stad Hat Yai in Thailand. De IATA luchthaven code van de luchthaven is HDY. De Koninklijke Thaise luchtmacht heeft een basis op deze luchthaven.

## Transport
Taxi's naar de stad Hat Yai kunnen gevonden worden bij de ingang van de luchthaven en zij vragen normaal gesproken 240 baht voor een rit naar de stad. Er rijdt ook een minivan service naar de stad en deze kost 60 baht. Ook is er vanaf de parkeerplaats van de luchthaven een Songtaew verbinding met de stad. Deze kost 10 baht. Er is een balie van de autoverhuurder Avis op de luchthaven.

## Bestemmingen vanaf Hat Yai
Op dit moment wordt er op 3 bestemmingen gevlogen, er waren ook directe vluchten naar de luchthaven van Phuket (Internationale Luchthaven Phuket) maar die zijn gestopt.

### Internationale Luchthaven Don Muang(Bangkok)
- Air Asia
- Nok Air
- One-Two-Go
- Thai Airways

### Internationale Luchthaven Kuala Lumpur(Kuala Lumpur)
- Air Asia

### Internationale Luchthaven Changi(Singapore)
- Tiger Airways

## Geschiedenis
Op 3 april 2005 vonden er twee bomaanslagen in Hat Yai plaats waarvan één bij de internationale luchthaven. Bij de twee aanslagen vielen 2 doden en veel gewonden.